# Gais 1949/1950
Fotbollsklubben Gais spelade säsongen 1949/1950 i allsvenskan, där man slutade femma.
Gais deltog inte i svenska cupen 1949.

## Allsvenskan

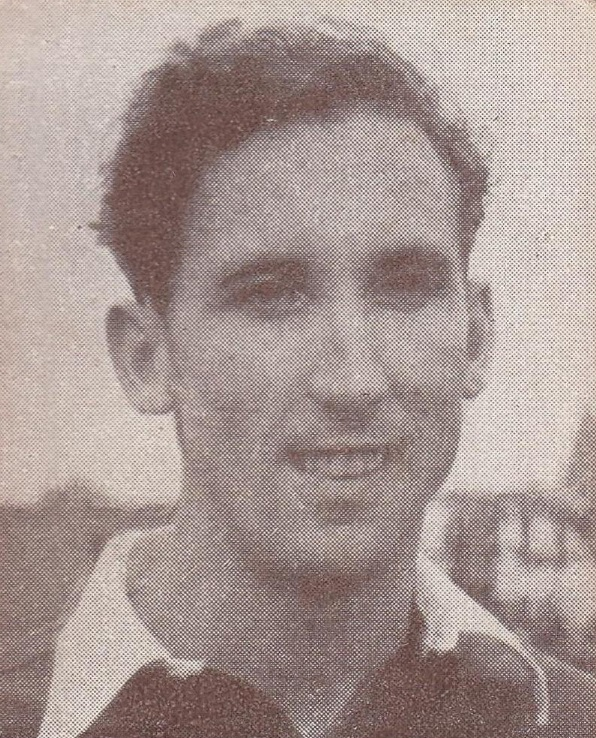
Gunnar Johansson gjorde kometkarriär i Gais.

Gais hade fått en ny tränare i tyske Willy Wolf, som introducerade ett stenhårt träningsprogram. Detta föll till en början inte väl ut, då Gais efter åtta omgångar låg sist i tabellen. Gaisarna föreföll håglösa och uttröttade.
Under säsongen debuterade Gunnar Johansson för Gais. Han kom från division V-klubben Inlands IF och skulle bara komma att spela 16 matcher för Gais innan han gick vidare till proffslivet i Europa, men gav under denna säsong välbehövlig stadga åt Gaisförsvaret. Den förre gaisaren Karl-Alfred Jacobsson kom tillbaka till klubben efter sin militärtjänstgöring, under vilken han också hade spelat fotboll för Redbergslids IK. Även nyckelspelare som Stig Björkman och Knut Almqvist debuterade för Gais under säsongen.
Efter en stark vår slutade Gais trots den svaga starten femma i den allsvenska tabellen, och var varken inblandad i toppen eller botten. Gunnar Johansson fick efter sin starka säsong spela VM i Brasilien, var med och vann VM-brons och försvann sedan till Olympic Marseille. Också Egon Johnsson blev proffs, i franska Stade Français, och även Willy Wolf tog avsked efter säsongen.

### Tabell
| Nr | Lag                | S  | V  | O | F  | GM | IM | MS  | P  |
| -- | ------------------ | -- | -- | - | -- | -- | -- | --- | -- |
| 1  | Malmö FF (RM)      | 22 | 20 | 2 | 0  | 82 | 21 | +61 | 42 |
| 2  | Jönköpings Södra   | 22 | 12 | 3 | 7  | 50 | 37 | +13 | 27 |
| 3  | Hälsingborgs IF    | 22 | 10 | 6 | 6  | 45 | 38 | +7  | 26 |
| 4  | AIK                | 22 | 10 | 6 | 6  | 34 | 31 | +3  | 26 |
| 5  | Gais               | 22 | 7  | 7 | 8  | 34 | 42 | −8  | 21 |
| 6  | IFK Norrköping     | 22 | 9  | 2 | 11 | 36 | 45 | −9  | 20 |
| 7  | IF Elfsborg        | 22 | 6  | 7 | 9  | 34 | 45 | −11 | 19 |
| 8  | Djurgårdens IF (U) | 22 | 8  | 2 | 12 | 34 | 39 | −5  | 18 |
| 9  | Kalmar FF (U)      | 22 | 5  | 8 | 9  | 25 | 33 | −8  | 18 |
| 10 | Degerfors IF       | 22 | 6  | 6 | 10 | 26 | 35 | −9  | 18 |
| 11 | IFK Göteborg       | 22 | 5  | 5 | 12 | 33 | 49 | −16 | 15 |
| 12 | IS Halmia          | 22 | 6  | 2 | 14 | 28 | 46 | −18 | 14 |

### Seriematcher
| Motståndare         | Hemmamatch | Bortamatch |
| ------------------- | ---------- | ---------- |
| Malmö FF            | 1–4        | 1–5        |
| Jönköpings Södra IF | 2–2        | 3–0        |
| Hälsingborgs IF     | 1–2        | 2–1        |
| AIK                 | 0–1        | 0–3        |
| IFK Norrköping      | 0–5        | 1–1        |
| IF Elfsborg         | 5–1        | 1–1        |
| Djurgårdens IF      | 3–1        | 2–6        |
| Kalmar FF           | 1–1        | 2–2        |
| Degerfors IF        | 1–1        | 0–1        |
| IFK Göteborg        | 0–0        | 2–1        |
| IS Halmia           | 2–1        | 4–2        |

## Spelarstatistik

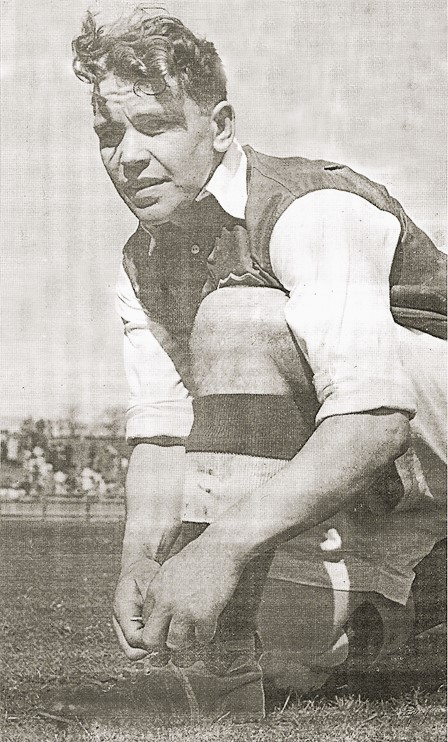
"Atom-Egon" Johnsson.

| Spelare               | Matcher | Mål |
| --------------------- | ------- | --- |
| Egon Johnsson         | 22      | 9   |
| Stig Andersson        | 22      | 5   |
| Curt Thorstensson     | 22      |     |
| Rune Jingård          | 20      | 3   |
| Rolf Gustafsson       | 20      | 1   |
| Sixten Rosenqvist     | 20      | 1   |
| Stig Björkman         | 18      |     |
| Gunnar Johansson      | 16      |     |
| Bertil Sernros        | 13      | 1   |
| Arne Lund             | 10      |     |
| Karl-Alfred Jacobsson | 8       | 9   |
| Knut Almqvist         | 8       |     |
| Rolf Johansson        | 7       |     |
| Göte Karlsson         | 7       |     |
| Egon Nyman            | 5       | 3   |
| Sven Jacobsson        | 5       |     |
| Axel Färnström        | 3       | 1   |
| Lars Andersson        | 3       |     |
| Lars Cato             | 3       |     |
| Rune Östling          | 2       | 1   |
| Sanny Jacobsson       | 2       |     |
| Rune Karlsson         | 2       |     |
| Ingemar Eriksson      | 1       |     |
| Leif Larsson          | 1       |     |
| Leif Sjörén           | 1       |     |
| Åke Wallström         | 1       |     |